# Campagnola AR55
La Zastava Campagnola AR55 est un véhicule tout terrain assemblé par le constructeur yougoslave Zastava sous licence Fiat après le premier accord de coopération technique signé le 12 août 1954 entre les deux sociétés. Son assemblage commencera dans l'usine serbe de Kragujevac en fin d'année 1954.

## La première génération de la Fiat Campagnola AR51
À la suite d'un concours lancé par l'État Italien au cours duquel les deux constructeurs Fiat et Alfa Romeo participèrent en proposant la Fiat Campagnola qui l'emporta sur l'Alfa Romeo Matta, à l'occasion de la Fiera del Levante de Bari en septembre 1951.
Le véhicule, très spartiate comme le demandait le cahier des charges, fut lancé en fabrication immédiatement dans les versions AR 51, AR 55 et AR 59 (où AR signifie Autoveicolo da Ricognizione - véhicule de reconnaissance et le nombre indique l'année de sa mise en service.
La Zastava Campagnola était équipée, comme sa sœur italienne, d'un moteur essence Fiat 105, de 1 901 cm3 développant 58 cv/45 kW et d'un moteur diesel de 40cv/36 kW.
Elle a été fabriquée à 4 640 exemplaires dont un nombre important sera exporté en Inde.
La Zastava Campagnola gardera la même appellation pour la seconde génération de la Campagnola AR76.